# Alan Newton
Alan Newton, né le 19 mars 1931 à Stockport et mort le 22 mai 2023, est un coureur cycliste britannique. Il est notamment médaillé de bronze de la poursuite par équipes aux Jeux olympiques d'été de 1952, à Helsinki, avec Donald Burgess, George Newberry et Ronald Stretton.

## Palmarès

### Jeux olympiques
- Helsinki 1952
  -  Médaillé de bronze de la poursuite par équipes